# Galaktozilksilozilprotein 3-b-galaktoziltransferaza
Galaktozilksilozilprotein 3-b-galaktoziltransferaza (EC 2.4.1.134, galaktoziltransferaza II, uridin difosfogalaktoza-galaktozilksilozna galaktoziltransferaza, UDP-galaktoza:4-beta--galaktozil-O-beta--ksilozilprotein 3-beta--galaktoziltransferaza) je enzim sa sistematskim imenom UDP-alfa--galaktoza:4-beta--galaktozil-O-beta-D-ksilosilprotein 3-beta--galaktoziltransferaza. Ovaj enzim katalizuje sledeću hemijsku reakciju
UDP-alfa--galaktoza + 4-beta-D-galaktozil-O-beta--ksilozil-[protein] {\displaystyle \rightleftharpoons } UDP + 3-beta--galaktozil-4-beta-D-galaktozil-O-beta--ksilozil-[protein]
Ovaj enzim učestvuje u biosintezi veznog regiona glikozaminoglikanskih lanaca tokom proteoglikanske biosinteze (hondroitin, dermatan i heparan sulfati). Za njegov rad je neophodan Mn2+.

## Literatura
- Nicholas C. Price; Lewis Stevens (1999). Fundamentals of Enzymology: The Cell and Molecular Biology of Catalytic Proteins (Third изд.). USA: Oxford University Press. ISBN 019850229X.
- Eric J. Toone (2006). Advances in Enzymology and Related Areas of Molecular Biology, Protein Evolution (Volume 75 изд.). Wiley-Interscience. ISBN 0471205036.
- Branden C; Tooze J. Introduction to Protein Structure. New York, NY: Garland Publishing. ISBN 0-8153-2305-0.
- Irwin H. Segel. Enzyme Kinetics: Behavior and Analysis of Rapid Equilibrium and Steady-State Enzyme Systems (Book 44 изд.). Wiley Classics Library. ISBN 0471303097.
- William P. Jencks (1987). Catalysis in Chemistry and Enzymology. Dover Publications. ISBN 0486654605.

## Spoljašnje veze
- Galactosylxylosylprotein+3-beta-galactosyltransferase на 